# Шафгаузен-Шёнберг-Эк-Шауфус, Дмитрий Николаевич
Дмитрий Николаевич Шафгаузен-Шёнберг-Эк-Шауфус (нем. Dmitrij Schaffhausen-Schönberg-Eck-Schaufuß; 1842—1893) — генерал-майор русской императорской армии, герой Туркестанских походов.

## Биография
Дмитрий Шафгаузен-Шёнберг-Эк-Шауфус (в официальных и частных документах фамилия иногда сокращённо писалась как Шауфус) родился в 1842 году в семье православного исповедания. Император Александр II 20 июля 1855 года повелел сыновей служащего в Военно-походной Его Величества канцелярии и в Почтовом ведомстве действительного статского советника Николая Фёдоровича Шафгаузена-Шёнберга-Эк-Шауфуса, малолетних Дмитрия и Фёдора, лишившихся при бомбардировании англо-французами Таганрога имущества и всего состояния, зачислить в пажи к Высочайшему Двору, со внесением их в списки кандидатов Пажеского корпуса с условием что плата за их содержание и образование будет производиться из вояжных сумм Военно-походной Его Императорского Величества канцелярии.
До окончания курса в Пажеском корпусе Дмитрий Шауфус был переведён юнкером в Константиновское военное училище, из которого выпущен 16 июня 1863 года корнетом в лейб-гвардии Уланский полк. Сразу после выпуска о принял участие в подавлении восстания в Польше и был награждён орденом Св. Анны 4-й степени
За то, что при стычке и преследовании конной шайки польских мятежников, под начальством Доллена и Реклицкого, 13 августа 1863 года, близ м. Симно, из первых врубился в толпу мятежников и, преследуя их в густом лесу, когда лошадь его раненая упала, то, защищаясь, он изрубил несколько человек.
Вскоре Шауфус успешно сдал вступительные экзамены в Николаевскую академию Генерального штаба, из которой был выпущен в 1865 года по 1-му разряду; 4 апреля 1865 года был произведён поручики и 29 октября того же года за отличные успехи в науках получил чин штабс-ротмистра.
С начала 1866 года находился в Средней Азии и участвовал в военных действиях против Бухарского и Кокандского ханств. 12 ноября 1866 года за отличие против бухарцев был произведён в ротмистры. В конце 1866 года Шауфус, как особо отличившийся офицер, был командирован в Санкт-Петербург с донесениями о состоянии дел в Туркестане и был удостоен особой аудиенции у императора Александра II. В следующем году, 27 июня, он был награждён орденом Св. Георгия 4-й степени:
При штурме Бухарской крепости Ура-Тюбе, 2 октября 1866 года, начальствуя отдельною колонною, не взирая на сильный картечный и ружейный огонь неприятеля, проломал ворота этой крепости и частью чрез них, а частью по лестницам ворвался в крепость и захватил несколько орудий.
С 21 июля 1867 года в чине подполковника состоял для особых поручений при командующем войсками Туркестанского военного округа с зачислением в Генеральный штаб. 29 ноября 1869 года произведён в полковники.
В 1874 году покинул Туркестан и был назначен командиром 5-го гренадерского Киевского полка. Перед началом русско-турецкой войны он был назначен начальником штаба 5-го армейского корпуса, а уже после начала военных действий перевёлся в действующую армию, где получил в командование 47-й пехотный Украинский полк.
30 августа 1878 года произведён в генерал-майоры (со старшинством от 30 августа 1880 года); числился по Генеральному штабу и был начальником штаба 10-го армейского корпуса.
С 20 декабря 1889 года состоял в запасе по Генеральному штабу.
Скончался 23 февраля (7 марта) 1893 года.

## Награды
Среди прочих наград Шафгаузен-Шёнберг-Эк-Шауфус имел ордена:
- Орден Святой Анны 4-й степени (1863 год)
- Орден Святого Георгия 4-й степени (27 июня 1867 года, № 10245 по кавалерскому списку Григоровича — Степанова)
- Орден Святого Станислава 2-й степени (1868 год, императорская корона и мечи к этому ордену пожалованы в 1869 году)
- Орден Святой Анны 2-й степени (1871 год)
- Орден Святого Владимира 4-й степени (1874 год)
- Орден Святого Владимира 3-й степени (1880 год)
- Орден Святого Станислава 1-й степени (1883 год)
- Орден Святой Анны 1-й степени (1886 год)